# Municipio de Reynoldson
El municipio de Reynoldson (en inglés: Reynoldson Township) es un municipio ubicado en el  condado de Gates en el estado estadounidense de Carolina del Norte. En el año 2000 tenía una población de 1.610 habitantes.

## Geografía
El municipio de Reynoldson se encuentra ubicado en las coordenadas 36°31′42.83″N 76°47′40.37″O / 36.5285639, -76.7945472.